# Tropidophis greenwayi
Tropidophis greenwayi är en kräldjursart som beskrevs av den amerikanske zoologen Thomas Barbour och den amerikanske herpetologen Benjamin Shreve 1936. Tropidophis greenwayi ingår i släktet Tropidophis, och familjen Tropidophiidae.

## Underarter
Arten delas in i följande underarter:
- T. g. greenwayi
- T. g. lanthanus

## Utbredning
T. fuscus är en art som är endemisk på Turks- och Caicosöarna.